# Lingua kua
La lingua kua è una lingua parlata nell'Africa sudoccidentale, appartenente alla famiglia delle lingue khoisan; è considerata parte del sottogruppo khoe-kwadi. La lingua è conosciuta con diversi altri nomi (cua, tyhua, tyua).
Il kua viene parlato da circa 800 persone nella parte orientale del Botswana; viene indicata dall'UNESCO fra le lingue in pericolo di estinzione. La lingua kua viene anche considerata come parte di un unico cluster insieme con la lingua tsoa.
Lo shua è una lingua tonale ed è contraddistinta (come tutte le lingue khoisan) dalla presenza di numerose consonanti clic, prodotte facendo schioccare la lingua contro il palato o contro i denti.